# バイオハザード

バイオハザードの記号。UnicodeにもU+2623に記号がある。アメリカ国立癌研究所の標準化委託を受けたダウ・ケミカル社が1966年に開発した。

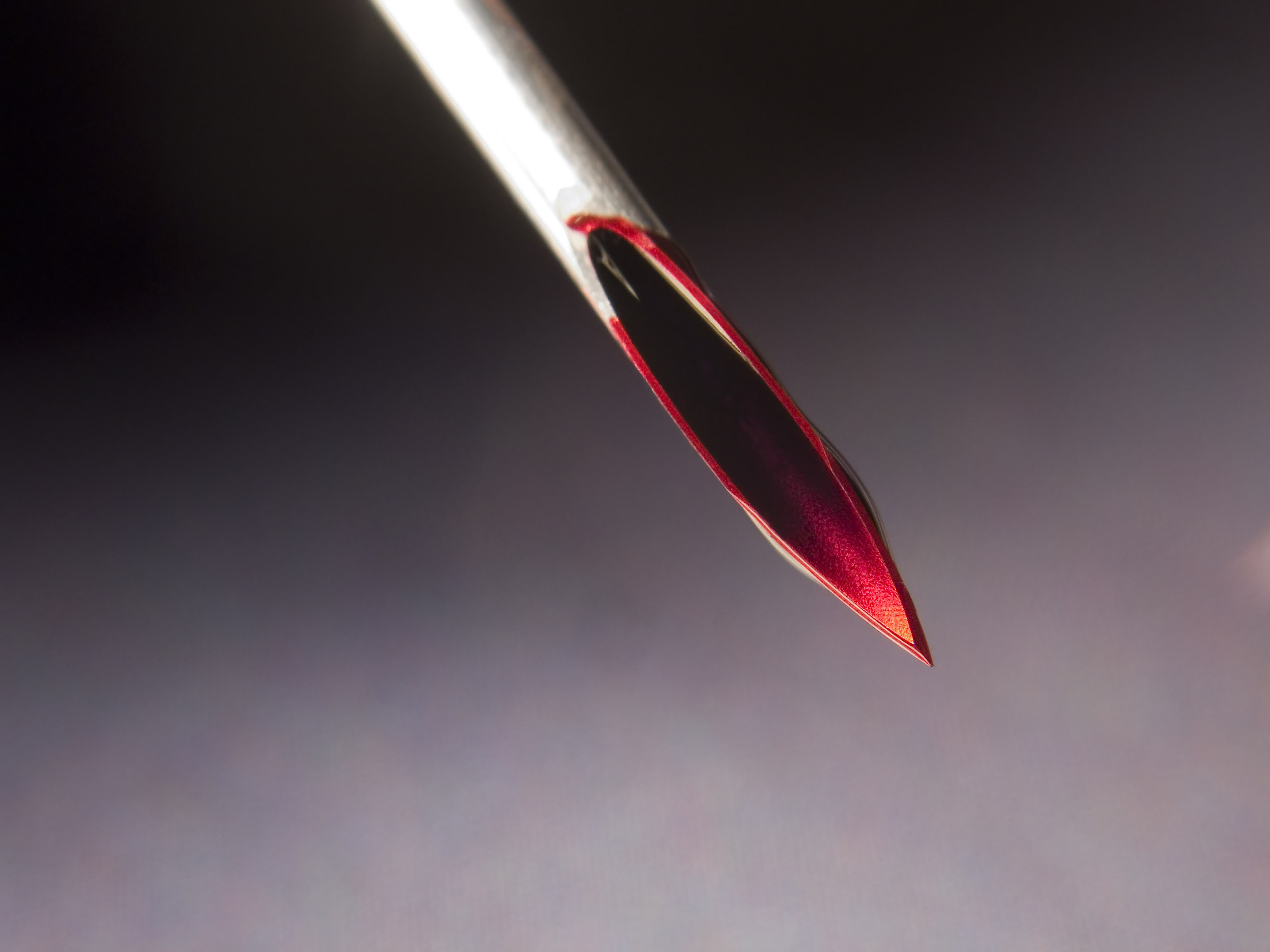
医療従事者の労災「針刺し事故」による肝炎等感染の原因となる使用済み注射針は、バイオハザードの典型

バイオハザード（英: biohazard, biological hazard、生物災害、生物学的危害）とは、有害な生物による危険性、あるいは危険性による災害そのものをいう。古典的には病院や研究所の試料や廃棄物など、病原体を含有する危険物（病毒をうつしやすい物質）を指してきたが、20世紀末からは雑草や害虫を強化しかねない農薬耐性遺伝子や農薬内生遺伝子を有する遺伝子組み換え作物等もこの概念に含まれてきている（遺伝子組換え生物等）。
肝炎ウイルスや結核菌、エキノコックス、プリオンタンパク質といった病原体の培養物やその廃棄物、注射針等の医療廃棄物、生物兵器といった、病原体等を含有する物質を総称して病毒をうつしやすい物質（英: infectious substances）という。病原体とは感染症の原因物質のことであり、ウイルスや細菌、リケッチア、寄生虫、真菌、プリオンタンパク質等のうち、人畜に感染性を有し、その伝播により市民の生命や健康、畜産業に影響を与えるおそれがあるものを指す。
病毒をうつしやすい物質は過去に幾多の事故や事件を引き起こしており、これがバイオセーフティーの呼びかけやバイオセキュリティー上の規制に繋がっている。世界保健機関（2004年）は『WHO実験室バイオセーフティ指針』を示すなどして、感染防止、漏洩防止（バイオセーフティー）を呼びかけている。輸送にあっては、国際連合が国際連合危険物輸送勧告により、感染性廃棄物を含めて第6.2類危険物「病毒をうつしやすい物質」(Infectious substances; UN2814, 2900, 3373, 3291) としてバイオセキュリティーに配慮するよう勧告している。これらを受け、日本では、特定病原体等などを含有する物質は感染症の予防及び感染症の患者に対する医療に関する法律（感染症法）・家畜伝染病予防法、感染性廃棄物は廃棄物の処理及び清掃に関する法律（廃棄物処理法）等、輸送に際しては、危険物船舶運送及び貯蔵規則および航空法施行規則による規制がなされるに至っている。

## 歴史

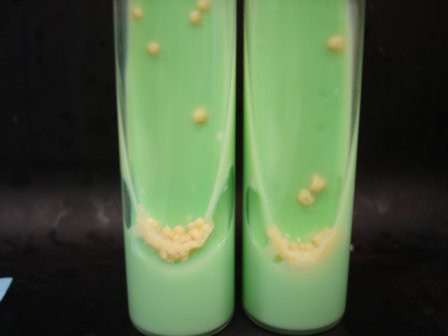
病院の臨床検査室における典型的なバイオハザード物質、結核菌の培養物

バイオハザードの歴史は、1876年、ロベルト・コッホが炭疽菌の純粋培養に成功したことに始まる。これ以降、注射針（針刺し事故）やピペット（菌液を吸い上げる際の誤飲）を介してチフス菌、ブルセラ菌、破傷風菌、コレラ菌、ジフテリア菌と、実験室感染が毎年のように相次ぐこととなる。
20世紀半ばに至ると、米ソ冷戦により生物兵器研究が活発化し、生物兵器研究者をバイオハザードから守るべく、軍事研究においてバイオセーフティーが発達することとなった。民間においては1967年8月、西ドイツのマールブルクにおいて、ウガンダのアフリカミドリザルを解剖中、マールブルグ病に感染、7名の死者が出る惨事があり、これを契機に、民間にもバイオセーフティーの必要性が認知されることとなった。
しかし、この後もバイオハザードによる感染事故は相次いだ。1978年、英国バーミンガム大学において、天然痘ウイルスがエアロゾルとなって空調に漏洩して棟内感染、2名の死者（感染したバーミンガム大学技術者ジャネット・パーカーと、ウイルスを漏洩させたために自殺した天然痘世界的権威ヘンリー・ベドスン）を出した。そして1979年には、炭疽菌が旧ソ連スヴェルドロフスクの生物兵器研究所から市街に漏洩し、96名が感染、66名が死亡するという大惨事が発生した(スヴェルドロフスク炭疽菌漏出事故)。

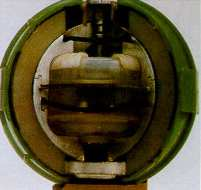
米国の生物兵器「E120爆弾」

過失による事故が多発する一方、20世紀末には、故意による事件が発生し始める。日本ではオウム真理教が1990年にボツリヌス菌の大量散布を試み、1993年には炭疽菌の大量散布を試みたが（亀戸異臭事件）いずれも失敗に終わった。米国では2001年、炭疽菌の入った手紙が米国の報道機関や議員宛てに送りつけられ、22名が感染、うち5名が死亡した（アメリカ炭疽菌事件）。

## 遺伝子組換え生物等

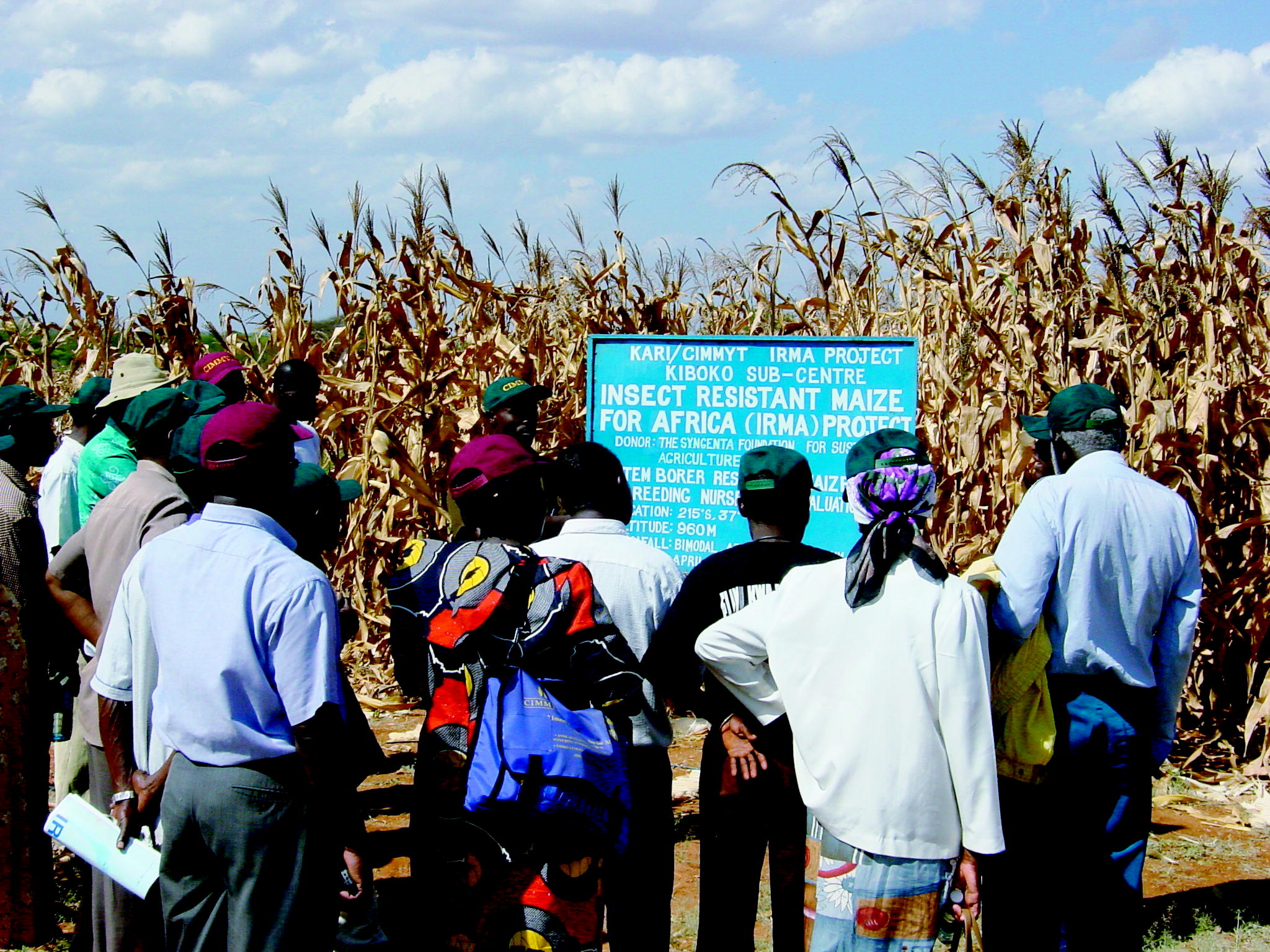
殺虫剤内生トウモロコシ「BTコーン」

遺伝子組換え生物の危険性は、1974年、ポール・バーグによる「Berg書簡」等で指摘され、『サイエンス』誌等でその検討が呼びかけられた。発がん遺伝子が大腸菌に入ると危険かもしれないという指摘であった。遺伝子組換えは原子力事故と同じような危険性を孕んでおり、アシロマ会議ではどのようにすれば研究を安全に行えるかが話し合われた。この結果を受け、日本では『組換えDNA実験指針』が取りまとめられた。
以来、遺伝子組換え生物等のバイオハザードについてはこの組換えDNA実験指針を以て安全管理が呼びかけられていたが、2004年に遺伝子組換え生物等の使用等の規制による生物の多様性の確保に関する法律（通称「カルタヘナ法」）が施行されてからは、罰則のついた法的な規制が敷かれている。

## 封じ込め

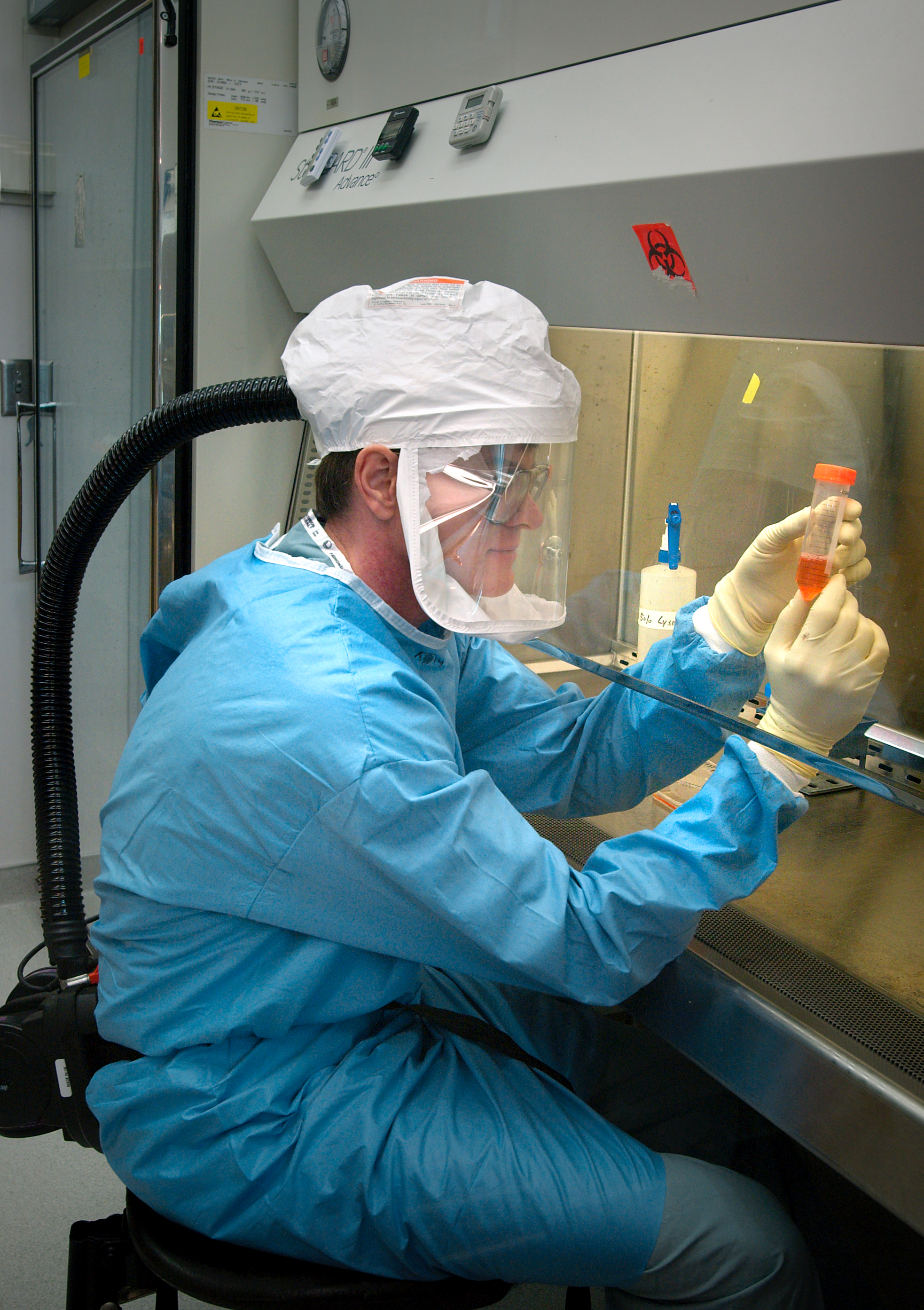
封じ込めの要となる設備、安全キャビネット

前述のとおり、実験室や輸送容器等からバイオハザード物質が漏洩すると、甚大な被害に至ることがある。これを防ぐために施される拡散防止措置を封じ込めと呼ぶ。取扱い生物を列挙し、感染症法や世界保健機関等の示す指針に従って等級（リスクグループ）を割り出し、必要な管理等級（x種病原体等取扱施設、BSLx、Px等）を決定、推奨事項の履行を検討し、実験室を設計、従業員に作業・運営に関する教育を施す。実験室の設計等にあたっては、感染症法の特定病原体等取扱施設要件やカルタヘナ法の規程の定める防犯（#バイオセキュリティー）にも配慮が必要である。

### 物理的封じ込め
バイオハザード物質の漏洩を物理的に防ぐことを物理的封じ込めという。具体的には、差圧の確保や滅菌器の設置、更衣、手洗い、マスクの着用などである。バイオハザード物質を危険度により分類し、それぞれに必要な拡散防止措置を定める。より危険なバイオハザード物質を扱う部屋ほど、多くの対策が必要となる。

#### 取扱生物等の等級付け（リスクグループの設定）
世界保健機関（2004年）はリスクグループの設定基準は示しているが、具体的にどの生物がどの等級に属するかは示していない。日本の法令では、感染症法で特定病原体等が指定され、また危険物船舶運送及び貯蔵規則・航空法施行規則が準拠する国際連合危険物輸送勧告により指定感染性物質が定められている。これに準拠したうえ、家畜伝染病予防法の法定伝染病・届出伝染病、植物防疫法の指定有害動植物、国立感染症研究所（2010年）や日本細菌学会（2008年）の規程・指針などを参考に、法定外のバイオハザード物質についてもリスクグループを各国・地域で指定・策定する。日本における病原体等のリスク指定としては、国立感染症研究所（2010年）と日本細菌学会（2008年）によるものがある。

##### 日本における法定分類
日本における法定分類は、感染症の予防及び感染症の患者に対する医療に関する法律（感染症法）と国際連合危険物輸送勧告である。感染症法では、生物テロに使用されるおそれのある病原体等であって、国民の生命及び健康に影響を与えるおそれがある感染症の病原体等が「特定病原体等」に指定されている。
| 種別         | 定義 |
| ------------ | --- |
| 一種病原体等 | 国民の生命及び健康に極めて重大な影響を与えるおそれがある病原体等。特定一種病原体等を除き、一切の所持が禁じられる。 特定一種病原体等試験研究が必要な一種病原体等として政令で定めるもの |
| 二種病原体等 | 国民の生命及び健康に重大な影響を与えるおそれがある病原体等 |
| 三種病原体等 | 国民の生命及び健康に影響を与えるおそれがある病原体等 |
| 四種病原体等 | 国民の健康に影響を与えるおそれがある病原体等 |

輸送に際しては、上記特定病原体等のほか、国際連合危険物輸送勧告(国際連合 2007)）に定められた「病毒を移しやすい物質」を輸送する際は、危険物船舶運送及び貯蔵規則・航空法施行規則に従って包装・輸送しなければならない。
|                                         | 培養物 | 患者検体 | 生物学的 製剤・製品 | 医療廃棄物 または 臨床廃棄物 | 遺伝子組換え 生物等      |
| --------------------------------------- | ------ | -------- | ------------------- | ---------------------------- | ------------------------ |
| 人体に A種病毒を うつしやすい           | UN2814 | UN2814   | UN2814              | UN2814                       | UN2814 ・UN3245          |
| 人体以外の動物に A種病毒を うつしやすい | UN2900 | UN2900   | UN2900              | UN2900                       | UN2900 ・UN3245          |
| B種病毒を うつしやすい                  | UN3373 | UN3373   | UN3373              | UN3291                       | UN3373 (UN3291) ・UN3245 |
| A・B種非該当 病毒または不含             |        |          |                     |                              | UN3245                   |

日本において法的要件として準拠しなければならないのは、感染症法の特定病原体等取扱施設の施設要件と、国際連合危険物輸送勧告に準拠した危険物船舶運送及び貯蔵規則・航空法施行規則の包装要件、遺伝子組換えには加えてカルタヘナ法の拡散防止措置要件の3要件となる。施設要件と包装要件の決定に必要な病原体等の分類は下表にまとめた。カルタヘナ法の拡散防止措置要件の決定に必要な微生物等の分類表は、研究二種省令に基づき認定宿主ベクター系等を定める告示を参照されたい。
| 和名 | 洋名                                                                       | 特定病原体等 | 輸送時分類    |
| --- | -------------------------------------------------------------------------- | ------------ | ------------- |
| アレナウイルス属ガナリトウイルス | Guanarito virus                                                            | 1種          | A種ヒト       |
| アレナウイルス属サビアウイルス | Sabia virus                                                                | 1種          | A種ヒト       |
| アレナウイルス属フニンウイルス | Junin virus                                                                | 1種          | A種ヒト       |
| アレナウイルス属マチュポウイルス | Machupo virus                                                              | 1種          | A種ヒト       |
| アレナウイルス属ラッサウイルス | Lassa virus                                                                | 1種          | A種ヒト       |
| エボラウイルス属アイボリーコーストエボラウイルス、ザイールウイルス、スーダンエボラウイルス、レストンエボラウイルス | Ebola virus                                                                | 1種          | A種ヒト       |
| オルソポックスウイルス属バリオラウイルス（別名痘そうウイルス） | Variola virus                                                              | 1種          | A種ヒト       |
| ナイロウイルス属クリミア・コンゴヘモラジックフィーバーウイルス（別名クリミア・コンゴ出血熱ウイルス） | Crimean-Congo haemorrhagic fever virus                                     | 1種          | A種ヒト       |
| マールブルグウイルス属レイクビクトリアマールブルグウイルス | Marburg virus                                                              | 1種          | A種ヒト       |
| エルシニア属ペスティス（別名ペスト菌） | Yersinia pestis                                                            | 2種          | A種ヒト       |
| クロストリジウム属ボツリヌム（別名ボツリヌス菌） | Clostridium botulinum                                                      | 2種          | A種ヒト       |
| コロナウイルス属SARSコロナウイルス | SARS coronavirus                                                           | 2種          | 未指定        |
| バシラス属アントラシス（別名炭疽菌） | Bacillus anthracis                                                         | 2種          | A種ヒト       |
| フランシセラ属ツラレンシス種（別名野兎病菌）亜種ツラレンシス及びホルアークティカ | Francisella tularensis                                                     | 2種          | A種ヒト       |
| ボツリヌス毒素（人工合成毒素であって、その構造式がボツリヌス毒素の構造式と同一であるものを含む。） | Botulinum toxin                                                            | 2種          | 第6.1類危険物 |
| コクシエラ属バーネッティイ | Coxiella burnetii                                                          | 3種          | A種ヒト       |
| マイコバクテリウム属ツベルクローシス（別名結核菌）（イソニコチン酸ヒドラジド及びリファンピシンに対し耐性を有するものに限る。） | Mycobacterium tuberculosis                                                 | 3種          | A種ヒト       |
| リッサウイルス属レイビーズウイルス（別名狂犬病ウイルス） | Rabies virus                                                               | 3種          | A種ヒト       |
| アルファウイルス属イースタンエクインエンセファリティスウイルス（別名東部ウマ脳炎ウイルス） | Eastern equine encephalitis virus                                          | 3種          | A種ヒト       |
| アルファウイルス属ウエスタンエクインエンセファリティスウイルス（別名西部ウマ脳炎ウイルス） | Western equine encephalitis virus                                          | 3種          | 未指定        |
| アルファウイルス属ベネズエラエクインエンセファリティスウイルス（別名ベネズエラウマ脳炎ウイルス） | Venezuelan equine encephalitis virus                                       | 3種          | A種ヒト       |
| オルソポックスウイルス属モンキーポックスウイルス（別名エムポックスウイルス） | Monkeypox virus                                                            | 3種          | A種ヒト       |
| コクシディオイデス属イミチス | Coccidioides immitis                                                       | 3種          | A種ヒト       |
| シンプレックスウイルス属Bウイルス | Herpes B virus                                                             | 3種          | A種ヒト       |
| バークホルデリア属シュードマレイ（別名類鼻疽菌） | Burkholderia pseudomallei . Pseudomonas pseudomallei                       | 3種          | A種ヒト       |
| バークホルデリア属マレイ（別名鼻疽菌） | Burkholderia mallei . Pseudomonas mallei . glanders                        | 3種          | A種ヒト       |
| ハンタウイルス属アンデスウイルス、シンノンブレウイルス、ソウルウイルス、ドブラバーベルグレドウイルス、ニューヨークウイルス、バヨウウイルス、ハンタンウイルス、プーマラウイルス、ブラッククリークカナルウイルス及びラグナネグラウイルス | Hantaan virus; Hantaviruses causing haemorrhagic fever with renal syndrome | 3種          | A種ヒト       |
| フラビウイルス属オムスクヘモラジックフィーバーウイルス（別名オムスク出血熱ウイルス） | Omsk haemorrhagic fever virus                                              | 3種          | A種ヒト       |
| フラビウイルス属キャサヌルフォレストディジーズウイルス（別名キャサヌル森林病ウイルス） | Kyasanur Forest disease virus                                              | 3種          | A種ヒト       |
| フラビウイルス属ティックボーンエンセファリティスウイルス（別名ダニ媒介脳炎ウイルス） | Tick-borne encephalitis virus                                              | 3種          | A種ヒト       |
| ブルセラ属アボルタス（別名ウシ流産菌） | Brucella abortus                                                           | 3種          | A種ヒト       |
| ブルセラ属カニス（別名イヌ流産菌） | Brucella canis                                                             | 3種          | 未指定        |
| ブルセラ属スイス（別名ブタ流産菌） | Brucella suis                                                              | 3種          | A種ヒト       |
| ブルセラ属メリテンシス（別名マルタ熱菌） | Brucella melitensis                                                        | 3種          | A種ヒト       |
| フレボウイルス属リフトバレーフィーバーウイルス（別名リフトバレー熱ウイルス） | Rift Valley fever virus                                                    | 3種          | A種ヒト       |
| ヘニパウイルス属ニパウイルス | Nipah virus                                                                | 3種          | A種ヒト       |
| ヘニパウイルス属ヘンドラウイルス | Hendra virus                                                               | 3種          | A種ヒト       |
| リケッチア属ジャポニカ（別名日本紅斑熱リケッチア） | Rickettsia japonica                                                        | 3種          | 未指定        |
| リケッチア属ロワゼキイ（別名発しんチフスリケッチア） | Rickettsia prowazekii                                                      | 3種          | A種ヒト       |
| リケッチア属リケッチイ（別名ロッキー山紅斑熱リケッチア） | Rickettsia rickettsii                                                      | 3種          | A種ヒト       |
| インフルエンザウイルスA属インフルエンザAウイルス（血清亜型がH2N2、H5N1若しくはH7N7であるもの（新型インフルエンザ等感染症の病原体を除く。）又は新型インフルエンザ等感染症の病原体に限る。）                                             | influenza A virus, pandemic flu or H2N2/H5N1/H7N7 without pandemic flu     | 4種          | A種ヒト       |
| エシェリヒア属コリー（別名大腸菌）（腸管出血性大腸菌に限る。） | Escherichia coli, verotoxigenic                                            | 4種          | A種ヒト       |
| エンテロウイルス属ポリオウイルス | Poliovirus                                                                 | 4種          | A種ヒト       |
| クリプトスポリジウム属パルバム（遺伝子型が一型又は二型であるものに限る。） | Cryptosporidium parvum                                                     | 4種          | 未指定        |
| サルモネラ属エンテリカ（血清亜型がタイフィ又はパラタイフィAであるものに限る。） | Salmonella enterica                                                        | 4種          | 未指定        |
| 志賀毒素（人工合成毒素であって、その構造式が志賀毒素の構造式と同一であるものを含む。） | verotoxin                                                                  | 4種          | 第6.1類危険物 |
| シゲラ属（別名赤痢菌）ソンネイ、デイゼンテリエ、フレキシネリー及びボイデイ | Shigella                                                                   | 4種          | A種ヒト       |
| ビブリオ属コレラ（別名コレラ菌）（血清型が01又は0139であるものに限る。） | Vibrio cholerae                                                            | 4種          | 未指定        |
| フラビウイルス属イエローフィーバーウイルス（別名黄熱ウイルス） | Yellow fever virus                                                         | 4種          | A種ヒト       |
| マイコバクテリウム属ツベルクローシス（イソニコチン酸ヒドラジド及びリファンピシンに対し耐性を有する病原体を除く。） | Mycobacterium tuberculosis                                                 | 4種          | A種ヒト       |
| クラミドフィラ属シッタシ（別名オウム病クラミジア） | Chlamydia psittaci . avian strains                                         | 4種          | A種ヒト       |
| フラビウイルス属ウエストナイルウイルス | West Nile virus                                                            | 4種          | A種ヒト       |
| フラビウイルス属ジャパニーズエンセファリティスウイルス（別名日本脳炎ウイルス） | Japanese Encephalitis virus                                                | 4種          | A種ヒト       |
| フラビウイルス属デングウイルス | Dengue virus                                                               | 4種          | A種ヒト       |
| フレキサルウイルス | Flexal virus                                                               | 未指定       | A種ヒト       |
| B型肝炎ウイルス | Hepatitis B virus                                                          | 未指定       | A種ヒト       |
| ヒト免疫不全ウイルス | Human immunodeficiency virus                                               | 未指定       | A種ヒト       |
| ロシア春夏脳炎ウイルス | Russian spring-summer encephalitis virus                                   | 未指定       | A種ヒト       |
| アフリカ豚熱ウイルス | African swine fever virus                                                  | 未指定       | A種動物       |
| ニューカッスル病ウイルス | Avian paramyxovirus Type 1 . Velogenic Newcastle disease virus             | 未指定       | A種動物       |
| 豚熱ウイルス | Classical swine fever virus                                                | 未指定       | A種動物       |
| 口蹄疫ウイルス | Foot and mouth disease virus                                               | 未指定       | A種動物       |
| ランピースキン病ウイルス | Lumpy skin disease virus                                                   | 未指定       | A種動物       |
| 牛肺疫病原性マイコプラズマ属ミコイデス | Mycoplasma mycoides . contagious bovine pleuropneumonia                    | 未指定       | A種動物       |
| 小反芻獣疫ウイルス | Peste des petits ruminants virus                                           | 未指定       | A種動物       |
| 牛疫ウイルス | Rinderpest virus                                                           | 未指定       | A種動物       |
| 羊痘ウイルス | Sheep-pox virus                                                            | 未指定       | A種動物       |
| 山羊痘ウイルス | Goatpox virus                                                              | 未指定       | A種動物       |
| 豚水胞病ウイルス | Swine vesicular disease virus                                              | 未指定       | A種動物       |
| 水胞性口炎ウイルス | Vesicular stomatitis virus                                                 | 未指定       | A種動物       |

##### 法定外分類
以上の法的分類に該当する病原体等を含有する病毒をうつしやすい物質は、法律に基づく施設要件等を満たさなければならない。その他の病原体等にあっては、従来通りバイオセーフティーレベルに基づく管理を行う。
| リスク群 | WHO定義                                                | WHO分類基準 | 感染研分類                                                                                    |
| -------- | ------------------------------------------------------ | --- | --------------------------------------------------------------------------------------------- |
| 4        | 個体および地域社会に対する高い危険度                   | 通常、ヒトや動物に重篤な疾患を起し、感染した個体から他の個体に、直接または間接的に容易に伝播され得る病原体。通常、有効な治療法や予防法が利用できない。                                                                             | エボラウイルス、マールブルグウイルス、天然痘ウイルス、黄熱ウイルスなど                        |
| 3        | 個体に対する高い危険度、地域社会に対する低危険度       | 通常、ヒトや動物に重篤な疾患を起すが、通常の条件下では感染は個体から他の個体への拡散は起こらない病原体。有効な治療法や予防法が利用できる。                                                                                         | A型インフルエンザウイルス強毒株（H5N1、H7N7亜型）、ヒト免疫不全ウイルス、炭疽菌、ペスト菌など |
| 2        | 個体に対する中等度危険度、地域社会に対する軽微な危険度 | ヒトや動物に疾患を起す可能性はあるが実験室職員、地域社会、家畜、環境にとって重大な災害となる可能性のない病原体。実験室での曝露は、重篤な感染を起す可能性はあるが、有効な治療法や予防法が利用でき、感染が拡散するリスクは限られる。 | ワクシニアウイルス、インフルエンザウイルス、ブドウ球菌、サルモネラなど                        |
| 1        | 個体および地域社会に対する低危険度                     | ヒトや動物に疾患を起す可能性の無い微生物。 | 生ワクチンウイルス（ワクシニアと牛疫ワクチン株を除く）、レベル2およびレベル3に属さない細菌類  |

#### 実験室

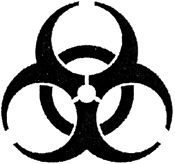
特定病原体等取扱施設の実験室と保管室の出入口、特定病原体等の輸送容器に表示が義務付けられる法定標識

バイオハザード物質の開封・操作は、専用の実験室が必要となる。二種病原体等であれば二種病原体等取扱施設で、クラス3の遺伝子組み換え動物であればP3A飼育区画で等、扱う生物の危険度に対応する管理等級の実験室で開封・操作する。病毒をうつしやすい物質は特定病原体等取扱施設（四種病原体等取扱施設～一種病原体等取扱施設）・バイオセーフティーレベル（BSL1～BSL4）、遺伝子組換え生物はP1～P4（微生物）、LSC・LS1・LS2（微生物大量培養）、特定飼育区画・P1A～P3A（動物）、特定網室・P1P～P3P（植物）といった管理等級である。
| 取扱生物等 | 病毒をうつしやすい物質 | 病毒をうつしやすい物質 | 病毒をうつしやすい物質 | 遺伝子組換え生物等 | 遺伝子組換え生物等 | 遺伝子組換え生物等 | 遺伝子組換え生物等 | 遺伝子組換え生物等 |
| 取扱生物等 |                        | 特定病原体等           | 輸送時                 | 微生物             | 微生物大量培養     | 動物               | 植物               | 輸送時             |
| ---------- | ---------------------- | ---------------------- | ---------------------- | ------------------ | ------------------ | ------------------ | ------------------ | ------------------ |
| 危険       | BSL4                   | 一種病原体等取扱施設   | P620 P650 P621         |                    |                    |                    |                    | P904               |
| ↑          | BSL3                   | 二種病原体等取扱施設   | P620 P650 P621         | P3                 |                    | P3A                | P3P                | P904               |
| │          | BSL2                   | 三種病原体等取扱施設   | P620 P650 P621         | P2                 | LS2                | P2A                | P2P                | P904               |
| ↓          | BSL1                   | 四種病原体等取扱施設   | P620 P650 P621         | P1                 | LS1                | P1A                | P1P                | P904               |
| 安全       |                        |                        | P620 P650 P621         |                    | LSC                | 特定飼育区画       | 特定網室           | P904               |

なお、上表において、横の列は同等ではない。たとえば、BSL2と三種病原体等取扱施設では要件が異なるし、対象とする生物の基準も異なる。病毒をうつしやすい物質については世界保健機関（2004年）の『実験室バイオセーフティ指針』、特定病原体等については厚生労働省の『感染症法に基づく特定病原体等の管理規制について』、遺伝子組換え生物については環境省の『日本版バイオセーフティクリアリングハウス (J-BCH)』が参考になる（#補足資料）。また、バイオセーフティーレベルは法的要件ではないが、特定病原体等の取扱施設要件は感染症法の定める義務であり、Px等遺伝子組換え生物の拡散防止措置はカルタヘナ法の定める義務であり、輸送容器指定はいずれも航空法と危険物船舶運送及び貯蔵規則の定める義務である。

##### 設備による封じ込め
病毒をうつしやすい物質を扱う上で、設備において万全を期すのが前提となる。中でも封じ込めの要となる設備が安全キャビネットであり、ほぼ全ての特定病原体等の取扱時に使用が義務付けられる。同様に部屋全体を陰圧に保つ差圧構造が特定病原体等取扱施設には求められる。感染性廃棄物の処理には高圧蒸気滅菌器（オートクレーブ）が必須であるし、更衣には前室が必要となる。手洗いを行った後に再汚染を防ぐため、自動ドアや肘で開閉できるドアなどが要求される。取り扱う病毒をうつしやすい物質の危険度によっては、退室時に防護服ごとシャワーを浴びる必要がある。どれだけの設備が必要となるかは、取り扱う病原体等とそれに対応する管理等級（x種病原体等取扱施設、BSL3、P3P等）による。（世界保健機関2004年和訳版12～66ページ参照）

##### 手技による封じ込め

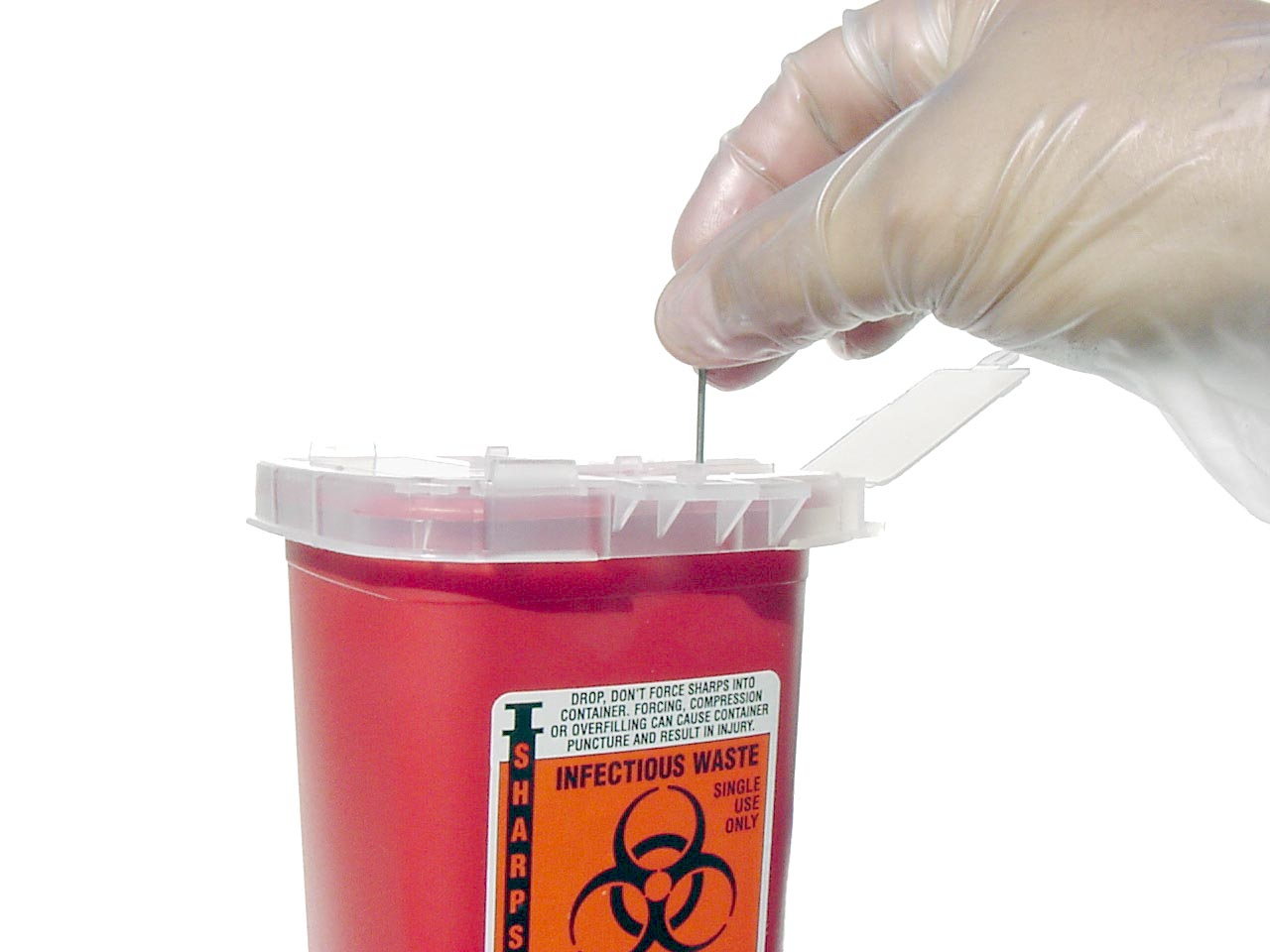
使用済み注射針はフタをせず（リキャップせず）直接専用のゴミ箱へ

適切な箇所に表示を行い、出入り時は更衣を行い、室内ではマスクを着用し、汚染廃棄物は121℃15分高圧蒸気滅菌等の除染してから搬出する。汚染資料の搬出時は三重包装等、国連危険物輸送勧告に従った包装・表示を施してから搬出する。菌液をこぼす等、汚染が発生した場合は、次亜塩素酸ナトリウムや石炭酸によって除染を行う。退室時は手洗いを行う。これら手技による封じ込めのうちどれが必要となるかは、取り扱う特定病原体等の種別や、管理等級（バイオセーフティーレベル）による。（世界保健機関2004年和訳版第IV部参照）
事前に教育訓練が必要である。白金耳やコンラージ棒、ガラスビーズ、ピペット等の実験操作時に病毒をうつしやすい物質のエアロゾルを吸い込んだり、口に飛び込んだりしての経口感染や、針刺し事故、動物による咬傷や掻傷、血液など病理学的試料からの感染、除染滅菌廃棄時の感染といったことがよくある事故であり、特に教育すべき事項とされる。また、万が一の感染に備えて、予防接種が推奨される。（世界保健機関2004年17・139ページ目）
試料採取は、採血や解剖等となる。針刺し事故等、外傷に注意が必要であり、使用済み注射針を廃棄する際に蓋をする「リキャップ」と呼ばれる行為などは、過去の針刺し事故の大半を占めていたため、多くの施設が禁止するところである（世界保健機関2004年18ページ目）。

#### 輸送
バイオハザード物質の輸送に際しては、「三重包装」が必要となる（世界保健機関、2008年、7ページ目）。三重包装とはすなわち、試験管やシャーレ等の一次容器、気密性の二次容器、衝撃から守るための堅固な箱等の外装容器である。一次容器と二次容器の間には、一次容器が破損した場合に備えて、液体培地や溶融寒天を吸い尽くすための吸収剤を挟む。三重包装の容器には国際連合の規格が存在し、5,000～15,000円ほどで購入できる。このように包装したうえ、国連の規格に従って各種表示を施す。特定病原体等の輸送容器には、バイオハザードマーク（標識）を表示しなければならない（厚生労働省2010年感染症法施行規則）。特定病原体等でなくとも、国連危険物輸送勧告の対象であれば表示が必要となる。
国連指定の包装様式には、P620、P650、P621、P904の4種がある。前3者は病毒を移しやすい物質の包装様式で、P620は危険なA種（ヒト感染性：UN2814、動物感染性：UN2900）の包装様式、P650はB種（危険度中：UN3373）の包装様式、P621は医療廃棄物（B種相当：UN3291）の包装様式である。後者のP904は、遺伝子組換え生物 (UN3245) の包装様式である。
法的には、危険物船舶運送及び貯蔵規則・航空法施行規則・国際連合危険物輸送勧告に基づき、3重包装やバイオハザードマークの貼付が求められる。また、授受を行う際には、公安委員会への届出や許可が必要である（国会2008年第五十六条の二十七）。具体的な輸送方法については、厚生労働省の『特定病原体等の安全運搬マニュアル』や世界保健機関（2008年）『感染性物質の輸送規則に関するガイダンス』がある。宅配便伝票の書き方など、実務的な内容にまで踏み込んだ解説は、結核予防会結核研究所抗酸菌レファレンスセンターによる結核菌（抗酸菌）の具体的な輸送方法に関する解説に見ることができる。

輸送包装表示
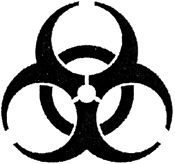
特定病原体等取扱施設の実験室と保管室の出入口、特定病原体等の輸送容器に表示が義務付けられる法定標識
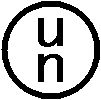
輸送用表示。国連標識。この標識の右に続けて「4G/CLASS6.2/10 CAN/8-2 SAF-T-Pak」等の表示をする[31][注釈 9]
輸送用表示。包装物の表面に貼るべき国連バイオハザード標識。
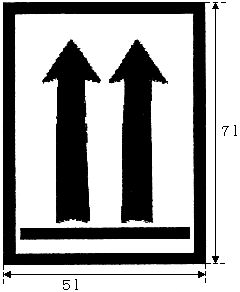
輸送用表示。液状物の場合は、外装容器の相対する二側面に見やすいように付さなければならない。

#### 廃棄
感染性廃棄物の処理にあたっては、実験施設内での除染（滅菌）を行ってから排出すること、針刺し事故のないよう表示・分別を行うこと（固体、液体、鋭利物、非感染性廃棄物の4種等）等に注意が必要である。日本における処理にあたっては、環境省（2004年）のマニュアルが参考になる。
感染性廃棄物には、感染性廃棄物である旨と取り扱う際に注意すべき事項を表示することが必要とされており（環境省2004年17ページ目）、下図に示す標識が推奨されている。形状により色分けを行うことが推奨されており、血液等液状物は赤色、ガーゼ等固形物は橙色、注射針等鋭利なものは黄色となる。黒のみで色分けしない場合は、文字で形状を表示することとされる。

廃棄物表示
感染性廃棄物処理マニュアル（環境省2004年17ページ）が推奨する標識。
赤色：液状又は泥状のもの（血液等）
橙色：固形状のもの（血液等が付着したガーゼ等）
黄色：鋭利なもの（注射針等）
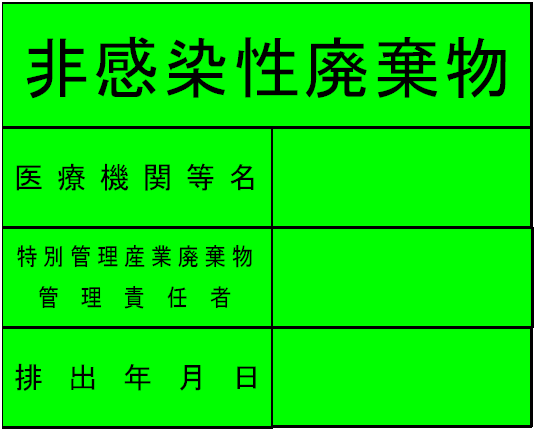
非感染性廃棄物ラベル：感染性廃棄物を出す事業所から出る非感染性廃棄物に貼ることが望ましいとされる

#### 未同定種の取扱い
含有される生物等の種が不明である場合は、推定される種のリスクグループを準用し、最低でもBSL2の物理的封じ込めを施す（世界保健機関2004年8ページ目）。

#### 細菌学会の指針
特定病原体等取扱施設の施設要件に関しては、感染症法・令・規則・告示等を参照されたい。ここでは、特定病原体等以外の取扱施設のため、日本細菌学会による取扱指針を示す（バイオセーフティーレベル、BSLも参照）。
- レベル1の病原体
  - 通常の微生物学実験室を用い、特別の隔離は必要ない。
  - 一般外来者の立ち入りを禁止する必要はない。
- レベル2の病原体
  - 通常の病原微生物学実験室を限定した上で用いる。
  - エアロゾル発生のおそれのある実験は生物学用安全キャビネットの中で行う。
  - 作業中は、一般外来者の立ち入りを禁止する。
- レベル3以上の病原体
  - 廊下の立ち入り制限、二重ドア又はエアロックにより外部と隔離された実験室を用いる。
  - 壁、床、天井、作業台等の表面は洗浄及び消毒可能なようにする。
  - 排気系を調節することにより、常に外部から実験室内に空気の流入が行われるようにする。
  - 実験室からの排気は高性能フイルターで除菌してから大気中に放出する。
  - 実験は生物学用安全キャビネットの中で行う。動物実験は生物学用安全キャビネット又は陰圧アイソレーターの中で行う。
  - 作業職員名簿に記載された者以外の立ち入りは禁止する。

### 生物学的封じ込め
遺伝子組換え生物等においては、生物学的封じ込めによっても封じ込めを施すことができる。生物学的封じ込めとは、実験施設の外では生存（拡散）できない宿主とベクターのみを使用するようにして、万一物理的に漏洩しても危害を生じにくくする予防措置である。認定宿主ベクター系 (B1) は非認定宿主ベクター系に比べて安全な組み合わせ、特定認定宿主ベクター系 (B2) はB1よりも安全な組み合わせとされる。B2の生物学的封じ込めの元では必要とされる物理的封じ込めが1等級緩和され、逆に非認定宿主ベクター系を用いる場合は1水準厳しい物理的封じ込め等級下で実験を行わなければならなくなる。
| 種別                        | 一例              | 一例の内容 |
| --------------------------- | ----------------- | --- |
| 認定宿主ベクター系 (B1)     | Streptmyces属細菌 | Streptmyces属細菌（S. coelicolor、S. lividans、S. parvulus、S. griseus及びS. kasugaensisをいう。）を宿主とし、SCP2、SLP1.2、pIJ101、アクチノファージφC31又はこれらの誘導体をベクターとするもの |
| 特定認定宿主ベクター系 (B2) | BS2               | Bacillus subtilisのASB298株を宿主とし、pUB110、pC194、pS194、pSA2100、pE194、pT127、pUB112、pC221又はpAB124をベクターとするもの                                                                |

### バイオセキュリティー

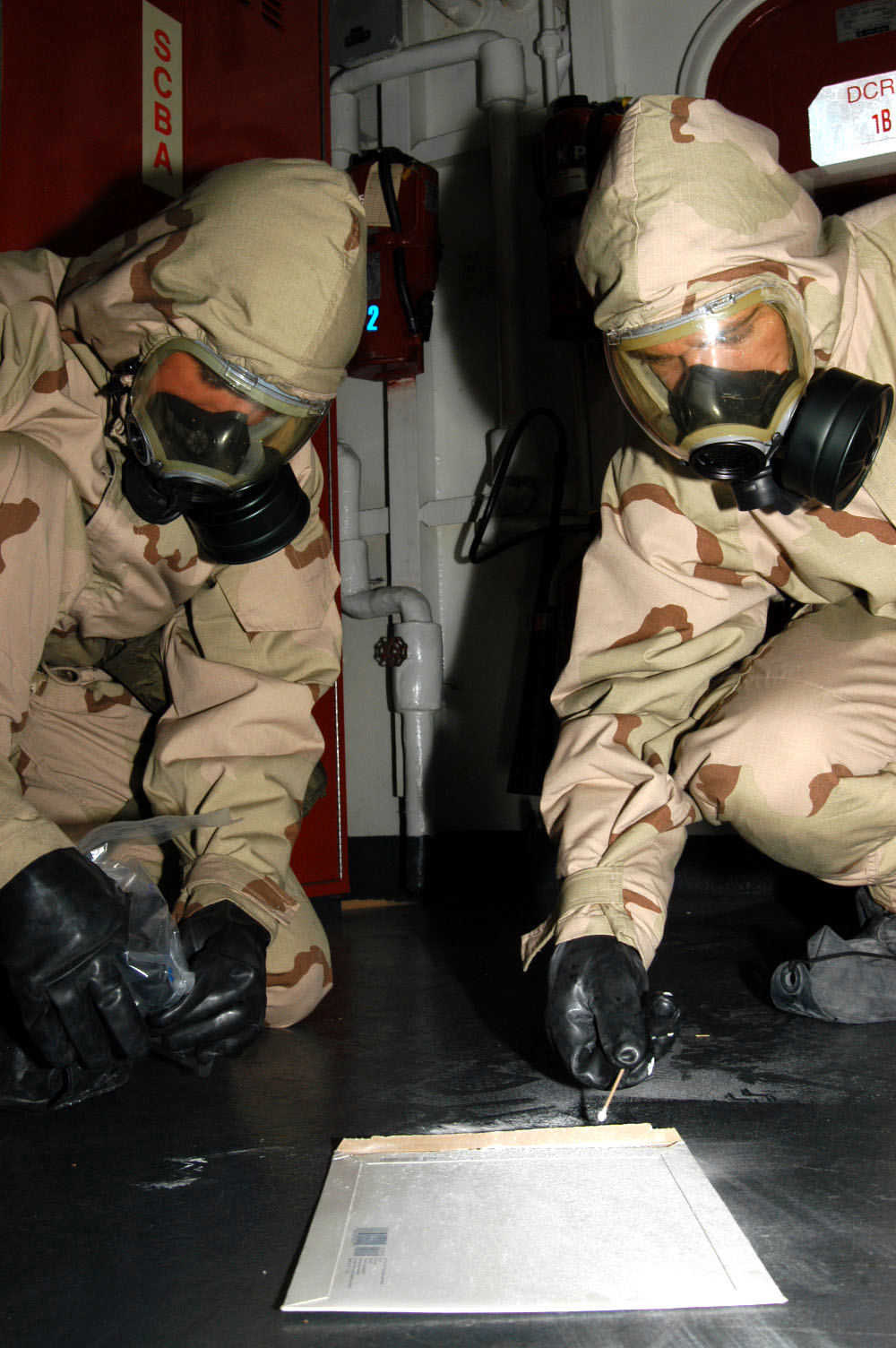
生物兵器テロ訓練での試料採取

バイオセーフティーが過失による公害を対象とするのに対して、バイオセキュリティーは故意による暴力を対象とする。バイオハザード物質は危険物であり、医薬用外毒物や爆発性危険物と同様、兵器・武器としての悪用が可能である。菌株の盗難や横流しを防止するための防犯対策をバイオセキュリティーと呼ぶ。日本においては感染症法の特定病原体等に関する条文をもって、施錠管理や授受時の届出等が義務付けられている。およそ、特定病原体等は医薬用外毒物相当、それ以外のリスクグループ2～3にあたる病原体等は医薬用外劇物に相当する管理が求められる。法的な詳細は感染症法の特定病原体等を、推奨事項や背景知識等の詳細は世界保健機関の『実験施設バイオセキュリティガイダンス』に詳しいので、こちらを参照していただきたい。